# Nana Kwadwo Seinti
Nana Kwadwo Seinti (* 1941) ist seit 2003 Regionalminister in der Brong Ahafo Region in Ghana. Seinti ist Gründungsmitglied der New Patriotic Party in Ghana. Er hat einen Bachelor-Abschluss in Verwaltungswissenschaften.
Laut eigener Aussage ist sein genaues Geburtsdatum unbekannt, da er in einer Gemeinschaft geboren wurde, die keine schriftlichen Dokumente führte.